# Norddal
Norddal er en kommune i Sunnmøre i Møre og Romsdal. Den grænser i nordvest til Stordal, i nord og øst til Rauma, i sydøst til Skjåk, og i syd og øst til Stranda.
Fra 2020 lægges Norddal og Stordal kommuner sammen til den nye Fjord kommune.
Ud over kommunecenteret Valldal ligger også bygderne Norddal, Eidsdal, Fjørå og Tafjord i kommunen. 
Kommunen er en af de store landbrugskommuner i Sunnmøre. I kommunen dyrkes der udover korn jordbær og abrikoser. Jordbærrene ses på kommunevåbenet. Norddal kommune generelt, og bygden Tafjord specielt, er kendt for mildt klima og vild og smuk natur.

I Norddal finder man også
- Fremste Vikvatnet
- Oaldsvatnet